# Вайсенхорн
Вайсенхорн (нем. Weißenhorn) — город в Германии, в земле Бавария. 
Подчинён административному округу Швабия. Входит в состав района Ной-Ульм.  Население составляет 13 252 человека (на 31 декабря 2010 года). Занимает площадь 53,69 км². Официальный код  —  09 7 75 164.
Город подразделяется на 10 городских районов.
В городе располагается штаб-квартира компании Peri.

## Фотографии

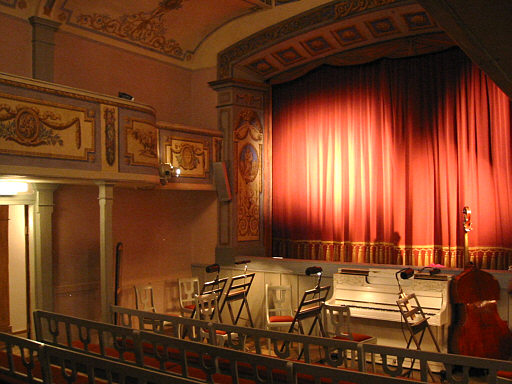
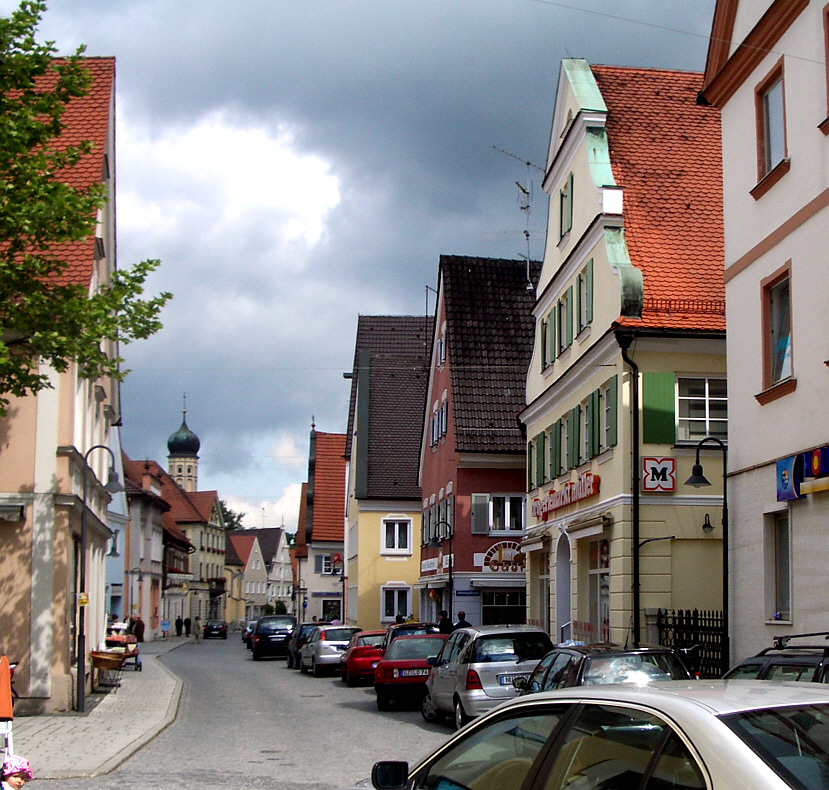
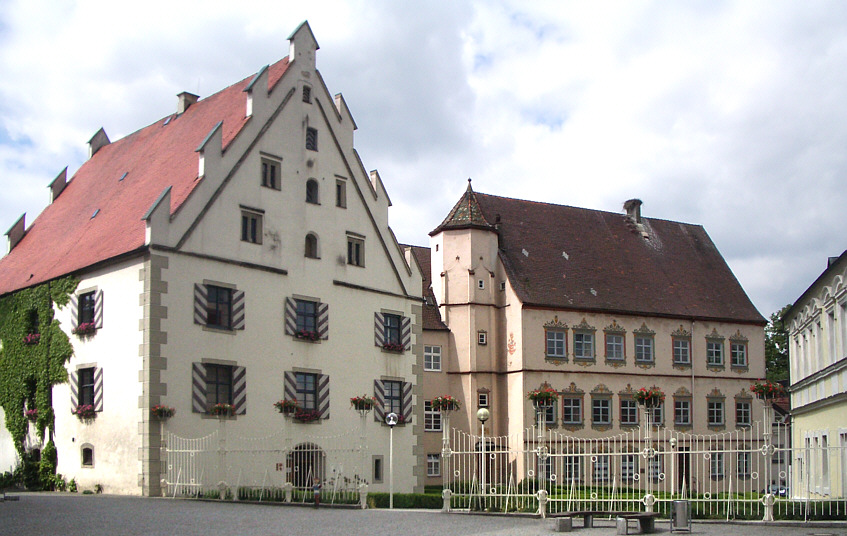
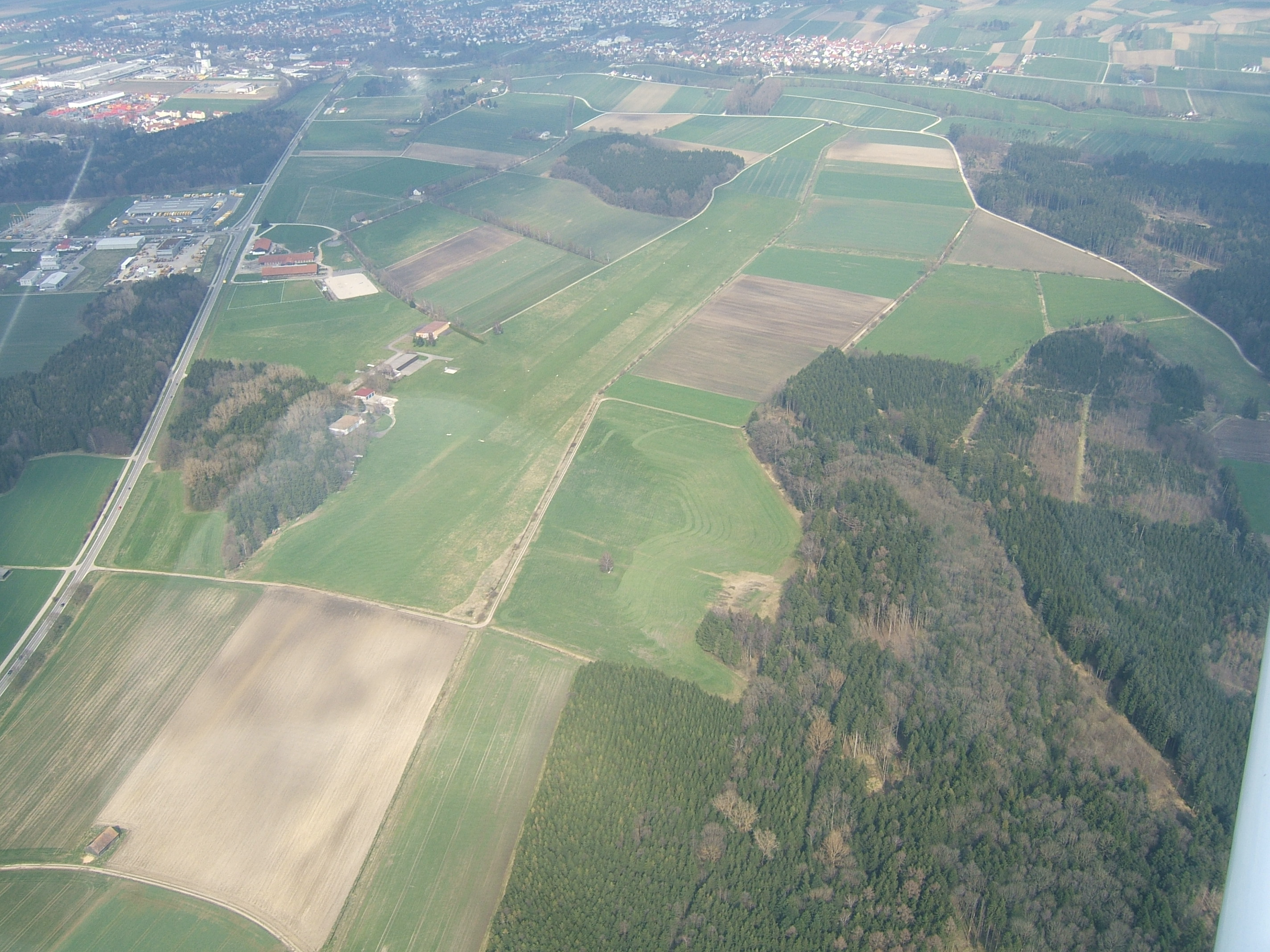